# イントラネット
イントラネット（英語: intranet）は、組織内におけるプライベートネットワークで、インターネットの機器やプロトコルを利用してコスト削減と利便性の向上を図りつつ、企業内の情報をその中で扱うために必要な防護等の措置が講じられたものである。

## イントラネット間の接続
イントラネット間の接続は専用線で構築する場合と、インターネット上に仮想の専用線を構築する場合がある。一般的に専用線を用いるケースの方がコストが高いが、セキュリティは強固である。
昨今ではインターネットが普及したこととコスト削減のため、virtual private networkの利用も多い。

## 歴史
インターネットの普及以前は独自のプロトコルや汎用機系のネットワークを使用していた企業内ネットワークにインターネットが導入され始めた頃に、「インターネット」からの転で使われ始めた語である。
当初においては、メーカー毎に独自のプロトコルで行っていたLANやWANにFTPやTCP/IP等インターネットで標準化している通信プロトコルを取り込み、汎用的なハードウェアの導入によるシステム構築の低価格化が目的であった。
導入当初は、メインフレームと言われる汎用コンピュータやオフィスコンピュータ等や端末機と通信機器が高価な専用機であったが、導入の容易な通信機器の分野から導入が始まった。
まず、各コンピュータや端末機がモデルチェンジする際に10BASE等のインターネットで標準化されているインターフェイスを追加することにより通信の為のインターフェイスを共通化させ、他社装置間の通信を容易にし、通信に掛かる開発コストなどを押し下げた。導入当初はパーソナルコンピュータが高価であったため、専用端末を使用していたが、Windows 3.1が登場した付近からパーソナルコンピュータの低価格化が進み、パーソナルコンピュータに専用端末機のエミュレーション機能を盛り込むことなどによって、システムの低価格化を推し進めた。
当初は同一社屋内の汎用コンピュータやオフィスコンピュータ等と端末機間の通信に限られていた。後に、光モデム（専用線仕様）等が登場し、離れた地点同士でイントラネットの環境を使えるようになり、現在のイントラネットとしての形が整った。また、光ファイバーによるトークンリングと呼ばれる高速LAN設備などが登場するなどイントラネット専用機器も増えて行った。

## 工業系・流通系・金融系のイントラネット
外部からのネットワークへの侵入を嫌うため（事務処理系を除き）通信手段のみの導入に限っていることも多い。そういった場合、いわゆる「物理的な隔離」により、内外の機器間は絶対に直接接続せず、同一の機器は内外のネットワークの必ず片方だけにしか接続しない、という構成とする。
- オールトヨタイントラネット（ATI） - トヨタシステムズが提供する世界最大級のトヨタグループ各社向けイントラネットワーク
- G-Net - NTTコムウェアが提供するNTTグループ各社向けイントラネットワーク
- JNX（Japanese automotive Network eXchange） - 自動車産業をはじめとする産業界をつなぐ業界共通ネットワーク